# Marian Kasprzyk
Marian Krzysztof Kasprzyk (22 settembre 1939) è un ex pugile polacco.
Ha partecipato a tre edizioni dei giochi olimpici (1960, 1964 e 1968) conquistando complessivamente due medaglie.

## Palmarès
Olimpiadi
- 2 medaglie:
  - 1 oro (pesi welter a Tokyo 1964)
  - 1 bronzo (pesi superleggeri a Roma 1960).

Europei dilettanti
- 1 medaglia:
  - 1 bronzo (pesi superleggeri a Belgrado 1961).